# ロレックス・ゴルフ・クラシック
ロレックス・ゴルフ・クラシックは、1968年から1973年まで行われたゴルフトーナメントの一つである。

## 概要
神奈川県川崎市の川崎国際カントリークラブで5度開催され、多くのギャラリーを集めた。
1968年9月に「ロレックストーナメント」として初めて開催され、村上隆が河野光隆・石井冨士夫を抑えて初代チャンピオンとなった。
1969年の第2回からは11月開催となり、同年は東京よみうりカントリークラブで行われ、杉本英世が石井朝夫とのプレーオフを制した。
2日間大会となった1971年にはアーノルド・パーマー（ アメリカ合衆国）が特別招待され、ファン投票で選出された20名の選手や歴代優勝者と共にプレーし、川崎国際CC所属の森憲二、鷹巣南雄・矢部昭・今井昌雪と並ぶ2位タイに入った 。
1972年からは大会名が「ロレックス・ゴルフ・クラシック」となり、ホームコースである森が橘田規の連覇を阻止して優勝  。
1973年にはトニー・ジャックリン（ イングランド）が出場し、日吉定雄と青木功が6アンダー138で首位タイに並び、サドンデス・プレーオフでは最初のホールでバーディーを取った日吉が青木を振り切って初優勝  。

## 主な優勝者
- 1968年 - 村上隆
- 1969年 - 杉本英世
- 1970年 - 河野高明[11] [1]
- 1971年 - 橘田規
- 1972年 - 森憲二
- 1973年 - 日吉定雄